# Bernardo Colex senior
Bernardo Colex senior (* im 20. Jahrhundert) ist ein ehemaliger mexikanischer Radrennfahrer.

## Sportliche Laufbahn
Colex war im Straßenradsport aktiv. 1978 siegte er bei den Panamerikanischen Meisterschaften im Mannschaftszeitfahren. 1979 wurde er Gesamtsieger der Vuelta de República Dominicana und gewann einen Tagesabschnitt. In Mexiko gewann er das Etappenrennen Carrera Transpeninsular vor Carlos Cardet aus Kuba und holte einen Etappensieg. Die Vuelta a Guatemala gewann Colex vor Tito Lugo und holte dabei drei Etappensiege. Bei den Panamerikanischen Spielen wurde er hinter Carlos Cardet Zweiter im Straßenrennen. 1982 war er in der Vuelta y Ruta de Mexico erfolgreich. In der Vuelta de República Dominicana 1983 kam er auf den zweiten Platz hinter Salvador Rios. Sein letzter Rundfahrtsieg gelang ihm 1984 in der Vuelta de la Juventud Mexicana.

## Familiäres
Sein Sohn Bernardo Colex junior (* 1983) war ebenfalls Radrennfahrer.